# Gotička četvrt
Gotička četvrt (kat. Barri Gòtic ili  El Gòtic, španj. Barrio Gótico) je povijesna četvrt u središtu Barcelone, smještena između gradskih šetnica La Ramble i Vie Laietane. Dio je barcelonskog Starog grada.
Unatoč svom nazivu, većina povijesnih građevina potječe iz vremena Rimskog Carstva i srednjeg vijeka. Tijekom 19. i 20. stoljeća većina građevina građena je u duhu novogotike, poput Gradskog povijesnog muzeja, u sklopu obnove četvrti prilikom održavanja Svjetske izložbe 1929. godine u Barceloni.
Arhitektonski, četvrt obilježavaju brojne male i uske ulice što se otvaraju prema trgovima (plazama). Većina ulica je zatvorena za cestovni promet i pretvorena u pješačka područja.